# Liste der Biografien/Merw
Liste der Biografien |
Portal Biografien |
Personensuche
# |
A |
B |
C |
D |
E |
F |
G |
H |
I |
J |
K |
L |
M |
N |
O |
P |
Q |
R |
S |
T |
U |
V |
W |
X |
Y |
Z |
?
 
Ma |
Mb |
Mc |
Md |
Me |
Mf |
Mg |
Mh |
Mi |
Mj |
Mk |
Ml |
Mm |
Mn |
Mo |
Mp |
Mq |
Mr |
Ms |
Mt |
Mu |
Mv |
Mw |
Mx |
My |
Mz
 
Mea–Mee |
Mef |
Meg |
Meh |
Mei |
Mej |
Mek |
Mel |
Mem |
Men |
Meo |
Mep |
Mer |
Mes |
Met |
Meu |
Mev |
Mew |
Mex |
Mey |
Mez
 
Mera |
Merb |
Merc |
Merd |
Mere |
Merf |
Merg |
Merh |
Meri |
Merj |
Merk |
Merl |
Merm |
Mern |
Mero |
Merr |
Mers |
Mert |
Meru |
Merv |
Merw |
Merx |
Mery |
Merz
Die Liste der Biografien führt alle Personen auf, die in der deutschsprachigen Wikipedia einen Artikel haben. Dieses ist eine Teilliste mit 20 Einträgen von Personen, deren Namen mit den Buchstaben „Merw“ beginnt.

## Merw

### Merwa
- Merwart, Ludwig (1913–1979), österreichischer Maler und Grafiker
- Merwart, Paul (1855–1902), französischer Historien-, Genre- und Porträtmaler sowie Illustrator

### Merwe
- Merwe, Alan van der (* 1980), südafrikanischer Rennfahrer
- Merwe, Duhan van der (* 1995), südafrikanisch-schottischer Rugby-Union-SpielerDuhan van der Merwe (* 1995)

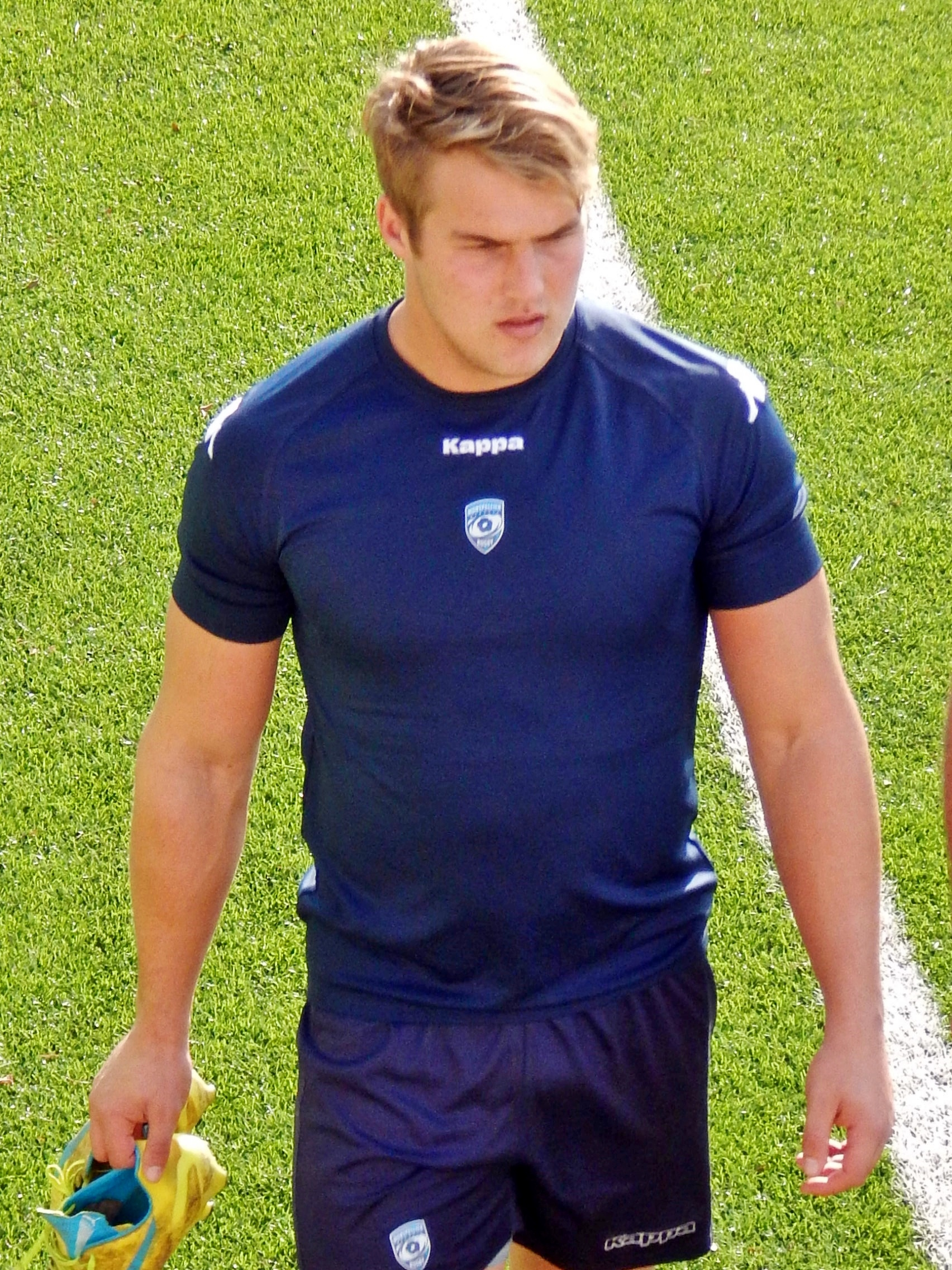
Duhan van der Merwe (* 1995)

- Merwe, Izak Van der (* 1984), südafrikanischer Tennisspieler
- Merwe, Kristian van der (* 1994), dänischer Handballspieler
- Merwe, Marissa van der (* 1978), südafrikanische Radrennfahrerin
- Merwe, Roelof Van der (* 1984), südafrikanischer und niederländischer Cricketspieler
- Merwe, Sarel van der (* 1946), südafrikanischer Autorennfahrer
- Merwe, Schalk van der (1922–1984), südafrikanischer Politiker und Arzt
- Merwe, Stoffel Van der (* 1939), südafrikanischer Politiker und Politikwissenschaftler
- Merwe, Tenille Van der (* 1987), südafrikanische Squashspielerin

### Merwi
- Merwin, Herbert E. (1878–1963), US-amerikanischer Mineraloge
- Merwin, John David (1921–2013), US-amerikanischer Politiker
- Merwin, Orange (1777–1853), US-amerikanischer Politiker
- Merwin, Sam, jr. (1910–1996), amerikanischer Mystery- und Science-Fiction-Autor
- Merwin, Samuel (1874–1936), amerikanischer Journalist, Schriftsteller und Drehbuchautor
- Merwin, Samuel E. (1831–1907), US-amerikanischer Politiker
- Merwin, Thekla (1887–1944), österreichische Dichterin
- Merwin, W. S. (1927–2019), amerikanischer Schriftsteller und Übersetzer